# Hasta la vista, baby

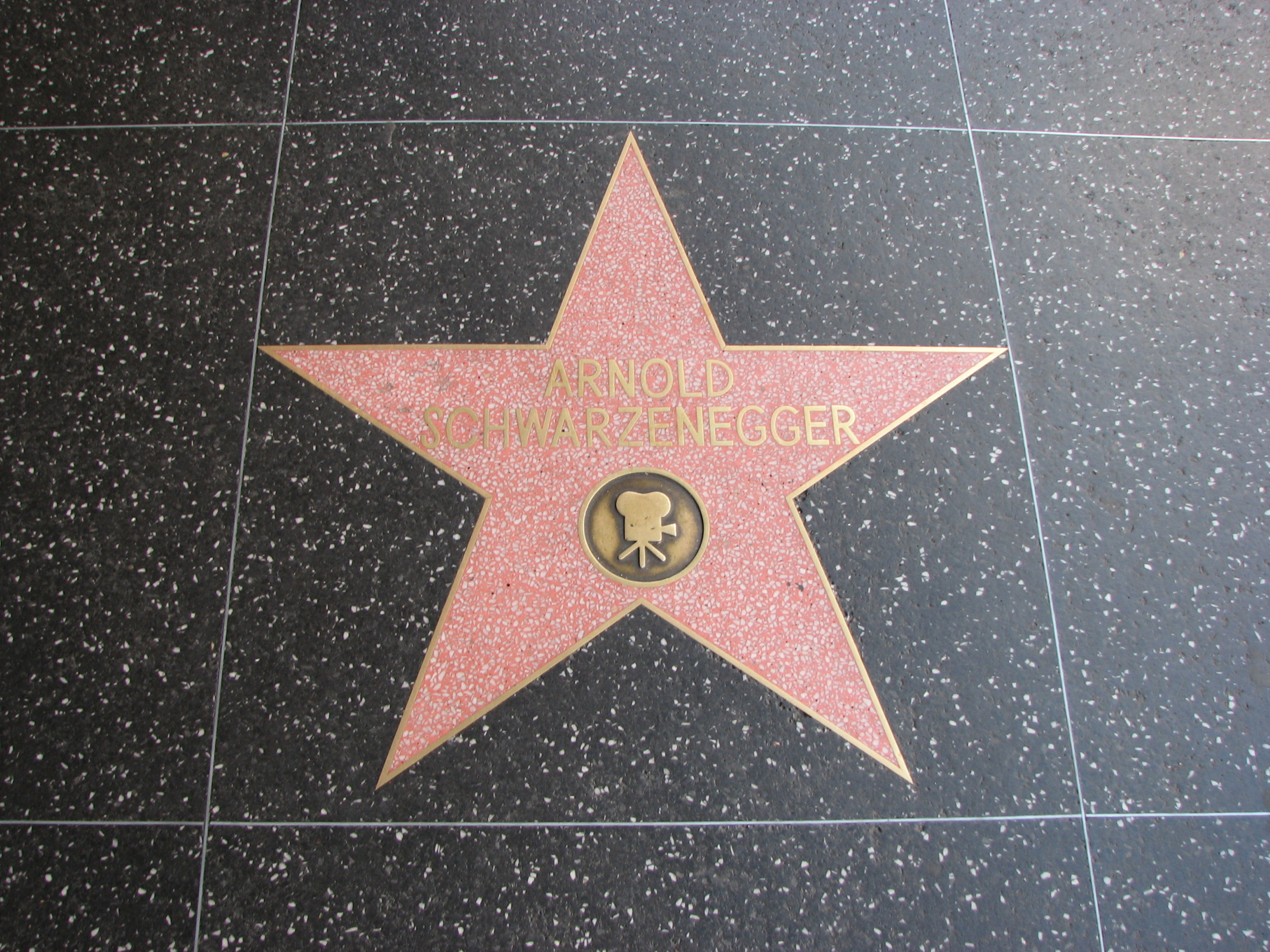
Étoile d'Arnold Schwarzenegger sur le Hollywood Walk of Fame.

Pour les articles homonymes, voir Hasta la vista.
Hasta la vista, baby est une phrase culte associée au personnage joué par Arnold Schwarzenegger dans le film de science-fiction Terminator 2 : Le Jugement dernier.

## Origine
La phrase « Hasta la vista » est une locution espagnole qui peut être traduite littéralement par au revoir ou à la prochaine.
La phrase, associée au mot baby dans l'expression Hasta la vista, baby, est utilisée dans Looking for a New Love de Jody Watley, succès populaire de 1987. Elle est aussi utilisée en 1988 dans la chanson Wild Thing (en) de Tone Lōc.
Son utilisation en 1991 dans Terminator 2 : Le Jugement dernier l'a transformée en phrase culte et l'a immortalisée dans le monde entier.
Cette phrase a été utilisée comme argument électoral par Arnold Schwarzenegger, lors de sa campagne électorale, pour son élection comme gouverneur de l'État de Californie.

## Terminator 2: Le Jugement dernier
Hasta la vista, baby est devenue une phrase célèbre après son utilisation en 1991, dans le film Terminator 2 : Le Jugement dernier, écrit par James Cameron et William Wisher Jr.. Elle est prononcée lors d'un échange entre John Connor, interprété par Edward Furlong et le T-800, interprété par Arnold Schwarzenegger.
Le cyborg utilise à nouveau l'expression avant de tirer et de briser le T-1000 alors que celui-ci est congelé.
Dans la version espagnole du film, la phrase est remplacée par l'expression Sayonara, baby afin de préserver son caractère humoristique pour les locuteurs espagnols.